# 羅貝塔·文琪
羅貝塔·文奇（Roberta Vinci，1983年2月18日—）是一位意大利網球選手，她在1998年轉職業，生涯單打最高排名為七（2016年5月9日），獲得四項WTA單打賽事冠軍头衔與七項雙打賽事冠軍头衔。2011年1月10日，她到達目前為止WTA生涯最高排名39。
2007年，在2007年波哥大網球公開賽奪得第一座冠軍，在那裡她擊敗同胞塔蒂亞娜·加爾賓。2009年，在2009年巴塞隆納女子網球公開賽奪得第二座冠軍，在那裡她擊敗瑪麗亞·基里連科。2010年，在2010年盧森堡公開賽奪得第三座冠軍，在那裡她擊敗尤莉亞·戈格斯。2011年，在2011年巴塞隆納女子網球公開賽奪得第四座冠軍，在那裡擊敗露絲·哈迪卡，也是繼2009年之後再次奪得冠軍。
她與瑪拉·聖安傑洛、弗拉維婭·佩內塔和弗蘭切斯卡·斯基亞沃內三位同胞，在2006年聯邦盃決賽以3–2擊敗比利時，賈斯汀·海寧在第五場比賽因右膝受傷而退賽，而使義大利奪得第一座聯邦盃冠軍。之後義大利也在2009與2010年、2013年再次奪得聯邦盃冠軍。

## 個人生活
羅貝塔·文奇的父親Angelo是會計師，母親Luisa是家庭主婦，她的哥哥Francesco是學生。文奇六歲開始接觸網球。她現在居住於巴勒莫，教練是她的男朋友Francesco Palpacelli。

## 生涯
1999年，文奇獲得那一年法國網球公開賽青少女組雙打冠軍，與弗拉維婭·佩內塔合作奪得。2001年美網，她由會外賽出線，首次參加大滿貫賽事，第一輪輸給瑪蒂娜·舒查。
2004年，文奇與桑德琳·泰斯圖德一同闖進2004年法國網球公開賽女子雙打賽事四強。2005年，她在英國伊斯特本巡迴賽，從會外賽闖進八強，擊敗當時世界第二與2004年法網冠軍阿娜斯塔西亚·米斯基娜；四強則不敵菲娜·杜舒芬娜。2007年2月25日，文奇獲得第一座WTA單打冠軍，在那裡擊敗頭號種子與同胞塔蒂亞娜·加爾賓，在第三盤曾經0–3落後，不過最終則逆轉獲勝，也使加爾賓在賽後宣佈退休。

### 2009
文奇在布里斯班國際賽從會外賽出線在第一輪擊敗安娜·蓮娜·歌恩菲特，第二輪敗給第一種子安娜·伊万诺维奇。她參加霍巴特莫里拉國際賽的會外賽就被科琳娜·丹托尼所淘汰。在第一輪，文西輸給闖入八強的卡拉·蘇亞雷斯·納瓦羅。文西代表義大利參加2009年聯邦盃，在世界組比賽以5–0擊敗法國。
在她首項紅土賽事，阿卡普尔科，文奇擊敗第六種子露絲·莎法洛法，下一輪輸給匈牙利籍扎維·阿格妮斯。文奇在蒙特雷公開賽（被伊韋塔·貝內索娃擊敗）和巴黎銀行公開賽（被西比爾·巴默爾擊敗），接著在邁阿密舉行的索尼愛立信公開賽被阿纳斯塔西娅·罗季奥诺娃所擊敗，文奇在安达鲁西亚网球赛八強輸給前世界第一耶萊娜·揚科維奇。在2009年巴塞隆納女子網球公開賽，決賽擊敗瑪麗亞·基里連科，獲得第二座冠軍。

### 2010
澳洲公開賽，第三輪輸給玛丽亚·基里连科，法國公開賽，第二輪輸給弗拉维娅·佩内塔，溫布頓錦標賽，第二輪輸給安娜斯塔西亞·帕夫柳琴科娃，美國公開賽，第一輪輸給維納斯·威廉絲。另外巴塞隆納女子公開賽，闖入決賽敗給同胞弗蘭切斯卡·斯基亞沃內，在盧森堡網球公開賽，闖入決賽擊敗尤莉亞·戈格斯，獲得職業生涯第三座WTA單打冠軍。

### 2011
澳洲公開賽，第三輪輸給艾丽西亚·莫利克。另外巴塞隆納女子公開賽，闖入決賽擊敗露絲·哈迪卡，獲得職業生涯第四座WTA單打冠軍。

## 大满贯

### 女單亞軍（1）
| 年度 | 赛事       | 场地 | 决赛对手 | 对手国籍 | 胜方比分  |
| 2015 | 美国公开赛 | 硬地 | 佩內塔   | 義大利   | 7–64、6–2 |

## WTA巡迴賽

### 冠軍 (4)
| 2008年之前        | 2009年之後      |
| ----------------- | --------------- |
| 大滿貫系列賽（0） |                 |
| WTA錦標賽（0）    |                 |
| 一級賽（0）       | 皇冠明珠級（0） |
| 二級賽（0）       | 超5巡迴賽（0）  |
| 三級賽（1）       | 頂級巡迴賽（0） |
| 四及五級賽（0）   | 國際賽（3）     |

| 依場地分類 |
| 硬地（1）  |
| 草地（0）  |
| 紅土（3）  |
| 地毯（0）  |

| 次數 | 日期           | 賽事                | 場地     | 決賽對手        | 決賽比分               |
| 1.   | 2007年2月25日  | 哥倫比亞，波哥大    | 紅土     | 塔蒂亞娜·加爾賓 | 65–7、6–4、0–3（退賽） |
| 2.   | 2009年4月19日  | 西班牙，巴塞隆納    | 紅土     | 瑪麗亞·基里連科 | 6–0、6–4               |
| 3.   | 2010年10月24日 | 盧森堡，盧森堡城    | 室內硬地 | 尤莉亞·戈格斯   | 6–3、6–4               |
| 4.   | 2011年4月30日  | 西班牙，巴塞隆納(2) | 紅土     | 露絲·哈迪卡     | 4–6、6–2、6–2          |

### 亞軍 (1)
| 次數 | 日期          | 賽事             | 場地 | 決賽對手              | 決賽比分 |
| 1.   | 2010年4月17日 | 西班牙，巴塞隆納 | 紅土 | 弗蘭切斯卡·斯基亞沃內 | 6–1、6–1 |

## WTA雙打決賽

### 冠軍 (7)
| 2009之前         | 2009之後       |
| ---------------- | -------------- |
| 大滿貫系列賽 (0) |                |
| 奧運會金牌 (0)   |                |
| WTA錦標賽 (0)    |                |
| 一級賽 (0)       | 皇冠明珠級 (0) |
| 二級賽 (0)       | 超5巡迴賽 (0)  |
| 三級賽 (1)       | 頂級巡迴賽 (0) |
| 四、五級賽 (2)   | 國際賽 (4)     |

| #  | 日期          | 賽事             | 場地 | 搭擋                     | 決賽對手                                    | 比分             |
| -- | ------------- | ---------------- | ---- | ------------------------ | ------------------------------------------- | ---------------- |
| 1. | 2001年2月12日 | 卡達，杜哈       | 硬地 | 桑德琳·泰斯圖德          | Kristie Boogert Miriam Oremans              | 7–5、7–64        |
| 2. | 2005年9月19日 | 斯洛維尼亞，     | 硬地 | 安娜貝爾·梅迪娜·加里格斯 | Jelena Kostanić Tošić 卡塔琳娜·斯雷博特尼克 | 6–4、5–7、6–2    |
| 3. | 2006年1月13日 | 澳洲，坎培拉     | 硬地 | Marta Domachowska        | Claire Curran Liga Dekmeijere               | 7–65、6–3        |
| 4. | 2010年4月11日 | 西班牙           | 紅土 | 薩拉·埃拉尼              | Maria Kondratieva 雅羅斯拉娃·施韋多娃       | 6–4、6–2         |
| 5. | 2010年4月17日 | 西班牙，巴塞隆納 | 紅土 | 薩拉·埃拉尼              | 迪美雅·芭辛絲姬 塔蒂亞娜·加爾賓             | 6–1、3–6、[10–2] |
| 6. | 2011年1月15日 | 澳洲，荷巴特     | 硬地 | 薩拉·埃拉尼              | 卡捷琳娜·邦達連科 Līga Dekmeijere           | 6–3、7–5         |
| 7. | 2011年2月13日 | 泰國，帕達雅     | 硬地 | 薩拉·埃拉尼              | 孫勝男 鄭潔                                 | 3–6、6–3、[10–5] |

### 亞軍 (8)
| 2008之前         | 2009之後       |
| ---------------- | -------------- |
| 大滿貫系列賽 (0) |                |
| 奧運會金牌 (0)   |                |
| WTA錦標賽 (0)    |                |
| 一級賽 (4)       | 皇冠明珠級 (0) |
| 二級賽 (1)       | 超5巡迴賽 (0)  |
| 三級賽 (1)       | 頂級巡迴賽 (0) |
| 四及五級賽 (0)   | 國際賽 (2)     |

| #  | 日期           | 賽事               | 場地 | 搭擋            | 決賽對手                                      | 比分             |
| -- | -------------- | ------------------ | ---- | --------------- | --------------------------------------------- | ---------------- |
| 1. | 2001年10月18日 | 瑞士，蘇黎士       | 硬地 | 桑德琳·泰斯圖德 | 林賽·達文波特 麗莎·雷蒙德                     | 6–3、2–6、6–2    |
| 2. | 2002年1月31日  | 日本，東京         | 硬地 | Els Callens     | 麗莎·雷蒙德 雷內·斯塔布斯                     | 6–1、6–1         |
| 3. | 2002年2月21日  | 阿聯，杜拜         | 硬地 | 桑德琳·泰斯圖德 | Barbara Rittner 瑪麗亞·文托-卡布奇            | 6–3, 6–2         |
| 4. | 2007年2月22日  | 哥倫比亞，波哥大   | 紅土 | 弗拉維婭·佩內塔 | Lourdes Domínguez Lino 保拉·蘇亞雷斯          | 1–6、6–3、11–9   |
| 5. | 2007年5月10日  | 德國，柏林         | 紅土 | 塔蒂亞娜·加爾賓 | 麗莎·雷蒙德 薩曼莎·斯托瑟                     | 6–3、6–4         |
| 6. | 2007年5月17日  | 義大利，羅馬       | 紅土 | 塔蒂亞娜·加爾賓 | Nathalie Dechy 瑪拉·聖安傑洛                  | 6–4、6–1         |
| 7. | 2010年2月22日  | 墨西哥，阿卡普爾科 | 紅土 | 薩拉·埃拉尼     | Polona Hercog Barbora Záhlavová-Strýcová      | 2–6、6–1、[10–2] |
| 8. | 2011年4月10日  | 西班牙，馬爾韋利亞 | 紅土 | 薩拉·埃拉尼     | Nuria Llagostera Vives Arantxa Parra Santonja | 3–6、6–4、[10–5] |

## 團體競賽
- 2006、2009、2010年聯邦盃和2013年聯邦盃

## 外部連結
- 羅貝塔·文琪的国际女子网球协会官方資料（英文）
- 羅貝塔·文琪的國際網球總會 職業／青少年 官方資料（英文）
- Fed Cup - Player profile - Roberta VINCI (ITA) （页面存档备份，存于）